# Les Remparts d'écumes

Les Remparts d'écumes est une série de bande dessinée.
- Scénario : Frédéric Contremarche, Turf
- Dessins et couleurs : Joël Mouclier

## Albums
- Tome 1 : Les Yeux clos (1990)
- Tome 2 : La Nuit des masques (1992)

## Publication

### Éditeurs
- Delcourt (Collection Conquistador) : Tomes 1 et 2 (première édition des tomes 1 et 2).